# 329.ª Divisão de Infantaria (Alemanha)
A 329ª Divisão de Infantaria (em alemão: 329.Infanterie-Division), apelidada de Hammer-Division, foi formada em Dezembro de 1941 sendo chamada de Walküre-Division fazendo parte da 17ª onda (17. Welle).
Foi reforçado em Novembro de 1944 com os restos da unidade dispensada Jäger-Regiment 42 (L), um componente do 21. Feld-Division (L). Se rendeu ao Exército Vermelho em Courland no mês de Maio de 1945.

## Comandantes
| Comandante                                | Data                                           |
| ----------------------------------------- | ---------------------------------------------- |
| Generalleutnant Helmuth Castorf           | (30 de Dezembro de 1941 - 7 de Março de 1942)  |
| Generalmajor Bruno Hippler                | (7 de Março de 1942 - 22 de Março de 1942)     |
| General der Infanterie Dr. Johannes Mayer | (22 de Março de 1942 - 9 de Agosto de 1943)    |
| Generalleutnant Paul Winter               | (9 de Agosto de 1943 - ? Setembro de 1943)     |
| General der Infanterie Dr. Johannes Mayer | (? Setembro de 1943 - 16 de Julho de 1944)     |
| Generalmajor der Reserve Werner Schulze   | (16 de Julho de 1944 - 20 de Outubro de 1944)  |
| Generalleutnant Konrad Menkel             | (20 de Outubro de 1944 - 1 de Janeiro de 1945) |
| Generalmajor der Reserve Werner Schulze   | (1 de Janeiro de 1945 - ? 1945)                |
| Generalleutnant Konrad Menkel             | (? 1945 - 8 de Maio de 1945)                   |

## Área de Operações
- Frente Oriental, Setor Norte (Dezembro de 1941 - Março de 1944)
- Frente Oriental, Setor Central (Março de 1944 - Junho de 1944)
- Frente Oriental, Setor Norte (Junho de 1944 - Outubro de 1944)
- Bolsão de Kurland (Outubro de 1944 - Maio de 1945)

## Serviço de Guerra
| Data          | Corpo             | Exército     | Grupo de Exércitos | Área          |
| ------------- | ----------------- | ------------ | ------------------ | ------------- |
| Dez 41        | Formando em WK II |              |                    | Groß-Born     |
| Jan 42-Fev 42 | em transito       | OKH          | Nord               |               |
| Mar 42-Jun 42 | X                 | 16º Exército | Nord               | Staraja Russa |
| Jul 42-Fev 43 | II                | 16º Exército | Nord               | Staraja Russa |
| Mar 43        | X                 | 16º Exército | Nord               | Staraja Russa |
| Abr 43-Mai 43 | Höhne             | 16º Exército | Nord               | Staraja Russa |
| Jun 43-Nov 43 | X                 | 16º Exército | Nord               | Staraja Russa |
| Dez 43-Mar 44 | VIII              | 16º Exército | Nord               | Newel         |
| Abr 44-Jun 44 | II                | 16º Exército | Nord               | Pustoschka    |
| Jul 44        | X                 | 16º Exército | Nord               | Latvia        |
| Ago 44-Set 44 | X                 | 18º Exército | Nord               | Latvia        |
| Out 44        | XXXVIII           | Grasser      | Nord               | Riga          |
| Nov 44 (Kgr.) | XXXVIII           | Kleffel      | Nord               | Riga          |
| Dez 44-Jan 45 | XXXVIII           | 16º Exército | Nord               | Kurland       |
| Fev 45-Abr45  | XXXVIII           | 16º Exército | Kurland            | Kurland       |

## Organização

### 1940
- Infanterie-Regiment 551
- Infanterie-Regiment 552
- Infanterie-Regiment 553
- Artillerie-Regiment 329
- Pionier-Bataillon 329
- Panzerjäger-Abteilung 329
- Divisions-Nachrichten-Abteilung 329
- Divisions-Nachschubführer 329

### 1944
- Grenadier-Regiment 551
- Grenadier-Regiment 552
- Jäger-Regiment 62 (L)
- Artillerie-Regiment 329
- Pionier-Bataillon 329
- Feldersatz-Bataillon 329
- Füsilier-Bataillon 329
- Panzerjäger-Abteilung 329
- Divisions-Nachrichten-Abteilung 329
- Divisions-Nachschubführer 329